# UK Music Hall of Fame
El UK Music Hall of Fame (o Saló de la Fama del Regne Unit) va ser una cerimònia d'honor a músics, de qualsevol nacionalitat, per les seves contribucions al llarg de la seva carrera al Regne Unit. El Saló de la Fama va començar el 2004 amb la inducció dels cinc membres fundadors i cinc membres més seleccionats per un vot públic televisiu, dos de cadascuna de les últimes cinc dècades. En els anys següents, un grup de més de 60 periodistes i executius de la indústria musical va decidir les persones i grups que s'hi van incloure. La cerimònia es va celebrar per última vegada el 2006, i des de llavors ha estat cancel·lada; la cancel·lació oficial i definitiva va donar-se el mes de setembre de 2008 per falta de finançament.

## Inclosos el 2004
Els cinc membres inclosos en la seva fundació, un de cada dècada dels anys 1950 al 1990:
- Elvis Presley
- The Beatles
- Bob Marley
- Madonna
- U2

A més, es va demanar a l'opinió pública seleccionar un artista més de cada dècada, a partir de cinc llistes dels deu candidats. Els cinc membres elegits pel públic a l'octubre de 2004 van ser:
- Cliff Richard i The Shadows
- The Rolling Stones
- Queen
- Michael Jackson
- Robbie Williams

La llista completa de nominats era:
- 1950s - Billie Holiday, Buddy Holly, Chuck Berry, Cliff Richard and The Shadows, Ella Fitzgerald, Frank Sinatra, Johnny Cash, Little Richard, Louis Armstrong, Miles Davis
- 1960s - The Beach Boys, Aretha Franklin, Bob Dylan, Diana Ross and The Supremes, Rolling Stones, James Brown, Jimi Hendrix, The Kinks, Simon and Garfunkel, The Velvet Underground
- 1970s - ABBA, The Bee Gees, The Clash, David Bowie, Elton John, Led Zeppelin, Pink Floyd, Queen, Sex Pistols, Stevie Wonder
- 1980s - Bruce Springsteen, Beastie Boys, George Michael, Guns N' Roses, Joy Division, Michael Jackson, Prince, Public Enemy, R.E.M., The Smiths
- 1990s - Blur, Dr. Dre, Missy Elliott, Nirvana, Oasis, The Prodigy, Radiohead, Red Hot Chili Peppers, Robbie Williams, Spice Girls

Chris Blackwell, el fundador de Island Records, com a soci honorari.

## Inclosos el 2005
El 2005 els escollits van ser seleccionats per part d'un gurp de 60 persones del món de la indústria musical:
- Eurythmics (escollit per Bob Geldof)
- Aretha Franklin
- Jimi Hendrix (escollit per Mitch Mitchell, i Slash de Velvet Revolver)
- Bob Dylan (escollit per Woody Harrelson)
- Joy Division/New Order (escollit per l'actor John Simm)
- The Who (escollit per Ray Davies de The Kinks)
- The Kinks (escollit per futbolista Geoff Hurst)
- Pink Floyd (escollit per Pete Townshend de The Who)
- Black Sabbath (escollit per Brian May de Queen)
- Ozzy Osbourne sol, (escollit per Angus Young de AC/DC)

El tardà DJ John Peel també se l'ha considerat com a membre honorari (escollit per Damon Albarn de Blur).
El programa va ser televisada al Regne Unit. Posteriorment també es va emetre a la cadena VH1 dels Estats Units, sense la part de Joy Division/New Order. Posteriorment van mostrar la versió completa al canal VH1 Classic.

## Inclosos el 2006
El 2006 els escollits van ser:
- James Brown (escollit per Jazzie B, que va interpretar 'I Got You (I Feel Good)')
- Led Zeppelin (escollit per Roger Taylor de Queen, Wolfmother va interpretar Communication Breakdown com a tribut)
- Rod Stewart (escollit per James Morrison, no va poder assistir i James va interpretar The First Cut Is the Deepest / Do Ya Think I'm Sexy)
- Brian Wilson (escollit per David Gilmour de Pink Floyd, va interpretar God Only Knows i Good Vibrations)
- Bon Jovi (escollit per Dave Stewart, va interpretar Livin' on a Prayer, Wanted Dead or Alive i It's My Life)
- Prince (escollit per Beyoncé Knowles)
- Dusty Springfield (escollit per Joss Stone qui va interpretar Son of a Preacher Man)

També van ser presents a la cerimònia Patti Labelle (va interpretar You Don't Have to Say You Love Me), Nona Hendryx, Tony Iommi (Black Sabbath), Wolfmother (va interpretar Communication Breakdown), Jimmy Page (Led Zeppelin), Giles Martin, Dermot O'Leary (host), i Paul Gambaccini.
L'esdeveniment va tenir una especial importància per ser testimoni de l'última actuació de James Brown i l'última aparició del cantant en televisió. Ja que va morir pocs dies després, el 25 de novembre del 2006.
La Cerimònia de lliurament 2006 va tenir lloc el 14 de novembre de 2006 a l'Alexandra Palace, i va ser televisat pel Channel 4 del Regne Unit el 16 de novembre. També va ser televisat pel canal VH1 dels Estats Units el 25 de novembre.

## Cancel·lació
No hi va haver homenatjats el 2007. Es va anunciar al setembre de 2008 que Channel 4 havia cancel·lat la cerimònia, en part a causa de la falta de finançament, i també a causa d'una bretxa de dos anys des de l'últim xou va ser "massa llarg".